# 艾赖讷
艾赖讷（法語：Airaines，發音：[ɛʁɛn]），法国北部城市，上法兰西大区索姆省的一个市镇，隶属于亚眠区，其市镇面积为24.88平方公里，2022年1月1日时人口数量为2,227人，在法国市镇中排名第4,945位（2022年）。
艾赖讷位于索姆省西部，同名河流流经其镇中心，是一个区域性的中心城市，多条干线公路在此交汇。

## 地名来源
根据法国地名学家埃内斯特·内格尔的论述，“Airaines”一名最初于1200年以“Arenis”的形式被记载，该名称可能出自拉丁语“Arena”或“Aenariae”，意为“砂石”或“采石场”。
艾赖讷所处区域历史上曾通行皮卡第语，“Airaines”对应的皮卡第语拼写可能为“Arainnes”。

## 历史

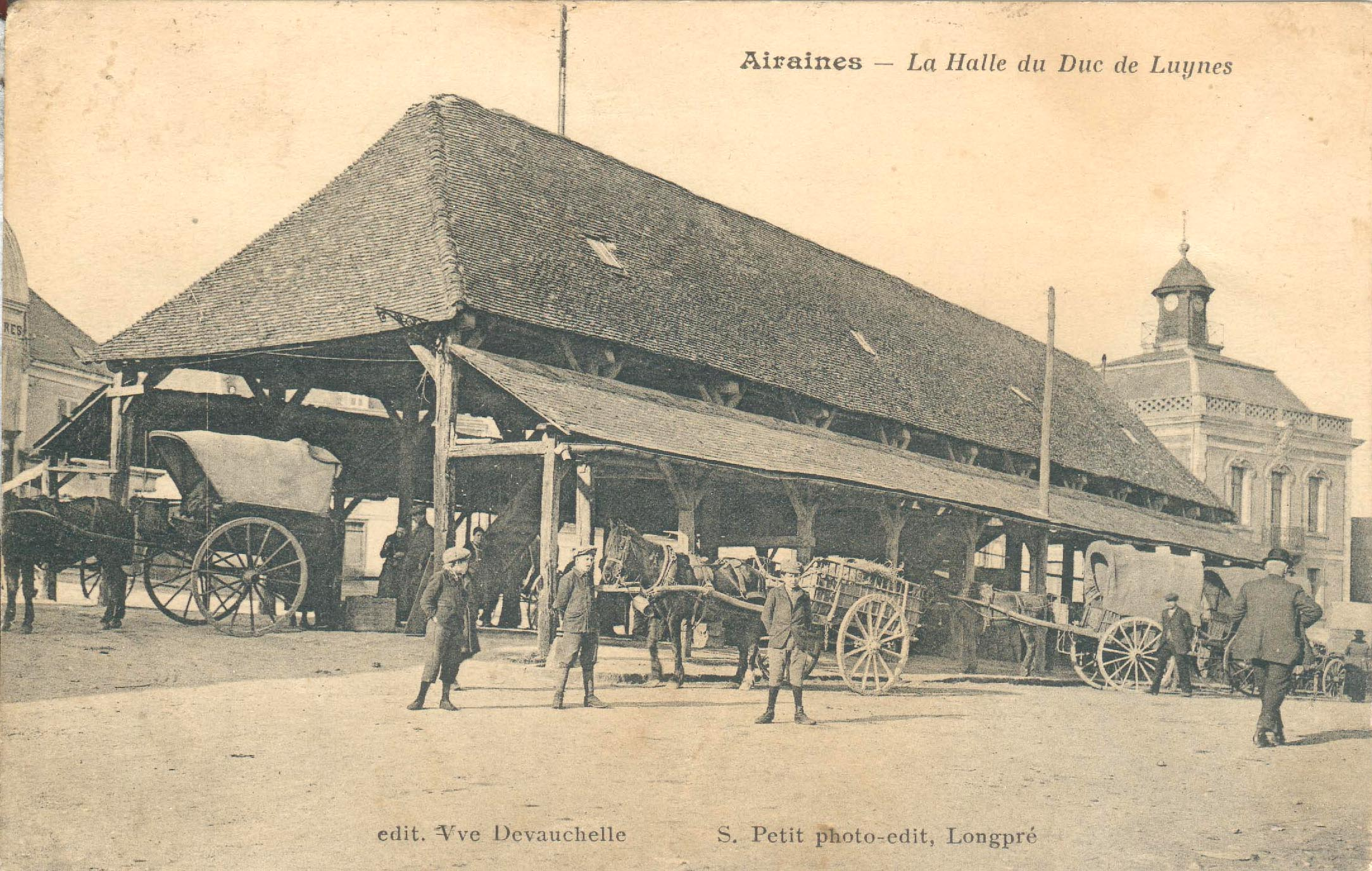
二十世纪初的艾赖讷集市大堂

艾赖讷的早期历史尚不清楚。根据当地官方网站的论述，高卢-罗马时期艾赖讷境内曾建成一座木质塔楼。1159年，从十字军东征返回圣瓦勒里的领主雷诺在鲍德温三世的资助下在艾赖讷创建修道院，并在此修建石质城堡。1278年，艾赖讷被英格兰军队占领，该地被设置为蓬蒂约伯国的一个行政中心。英法百年战争期间，艾赖讷曾一度被勃艮第公爵控制，当地多次遭到破坏，其中当地的城堡和修道院分别于1422年和1472年被烧毁。1477年，艾赖讷彻底并入法兰西王国。十六至十七世纪间，艾赖讷曾因纺织业而兴盛。法国大革命后，艾赖讷成为索姆省的一个市镇，并在1793至1801年间为该省的一个县治。杜里耶（Dourier）于1795至1800年间整体并入艾赖讷。工业革命期间，艾赖讷境内曾出现多个工业部门。途径艾赖讷的卡纳普勒—隆格鲁瓦-加马什铁路于1874年建成通车，后于1938年废弃。第二次世界大战期间，纳粹德军攻占艾赖讷，加蓬裔将军夏尔·恩乔雷雷曾率兵抵抗但未能成功，战后当地建立了其纪念碑。1972年，德勒伊-阿梅勒整体并入艾赖讷。

## 地理

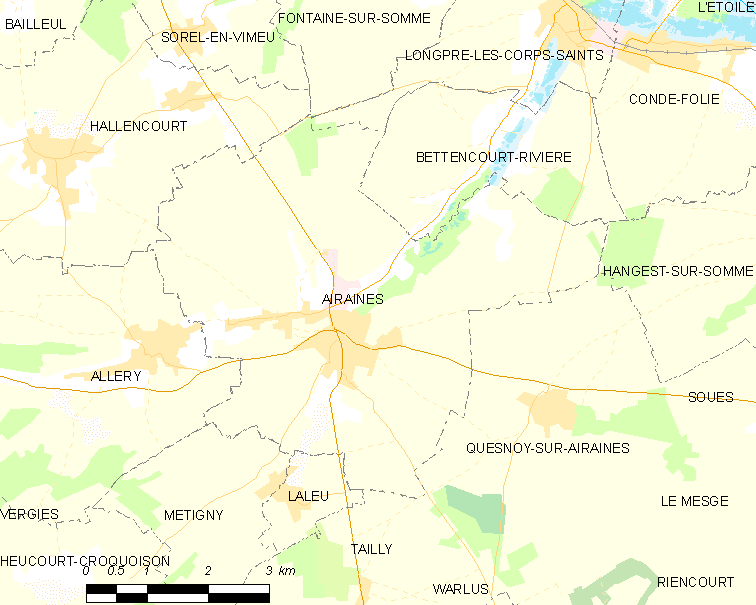
艾赖讷市镇范围地图

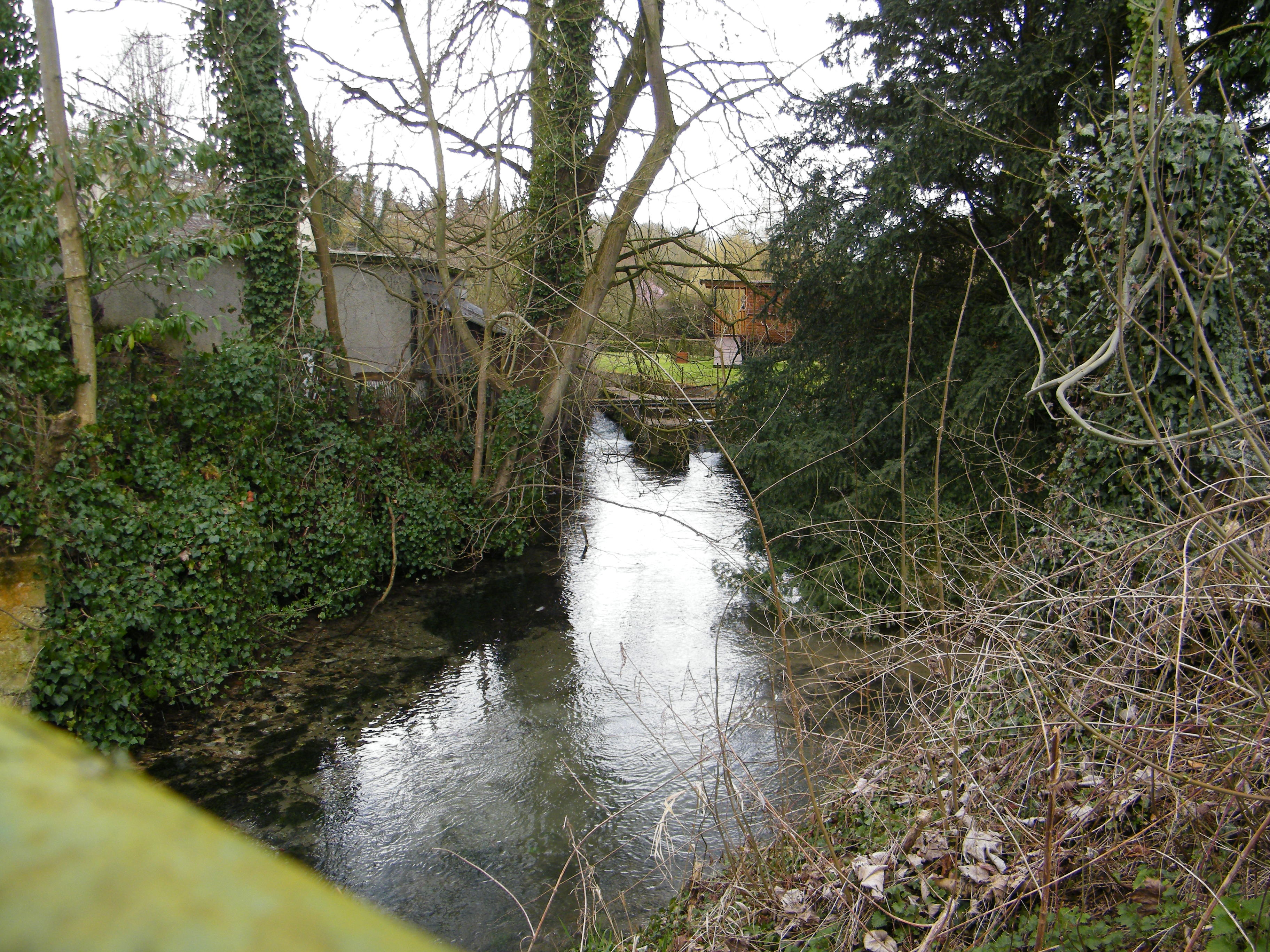
流经艾赖讷市区的艾赖讷河

艾赖讷位于法国北部，上法兰西大区西部和索姆省西部，距离省会亚眠大约28公里。与艾赖讷接壤的市镇包括：阿勒里、贝当库尔里维耶尔、索姆河畔方丹、阿朗库尔、索姆河畔昂热斯特、拉勒、隆普雷莱科尔桑、梅蒂尼、凯努瓦叙艾赖讷和塔伊。

### 地形
艾赖讷位于皮卡第平原腹地，蓬蒂约、维默和阿米耶努瓦三个传统区域之间，境内以平原和缓丘为主，市镇中心位于一处河谷地带，整体地势较为平坦，西南部略高，全境海拔在15到116米之间。

### 水文
艾赖讷位于索姆河流域范围内，艾赖讷河自南向东北流经镇中心，其左岸支流德勒伊河（rivière de Dreuil）自西向东在市区北侧与其交汇。

### 植被
艾赖讷属于温带阔叶混交林区，林地多分布于河流附近及坡地地带。
在鲜花城市的评比中，艾赖讷暂未被评级。

### 自然灾害
艾赖讷的地震危险度等级为1级，属于极低危险；氡辐射等级为1级，属于低危险。1982至2025年5月间，艾赖讷境内共发生3次有记录的自然灾害，其中2次洪涝。

### 气候
艾赖讷在柯本气候分类法中属于温带海洋性气候（Cfb）。

## 行政区划
艾赖讷的市镇编号为80013，邮政编号为80270。
在行政管理方面，艾赖讷隶属于法国上法兰西大区索姆省亚眠区；在地方选举方面，艾赖讷隶属于索姆河畔阿伊县，其市镇范围全境被划入索姆省第三选区；在社会管理方面，艾赖讷是西南索姆市镇公共社区的组成部分。
截至2025年6月，艾赖讷市镇范围内暂无任何安全优先街区及城市政策优先街区。
法国国家统计与经济研究所（简称“INSEE”）在进行数据统计时，将艾赖讷市镇单独设为艾赖讷城市核心区（Unité urbaine d'Airaines），并将包括艾赖讷在内的周边共368个市镇划入亚眠城市辐射区。此外，INSEE还将艾赖讷市镇整体看作一个“块区”（IRIS），以便于统计人口分布情况。

## 交通

### 公路
索姆省省道D38线、D96线、D216线、D901线和D936线在艾赖讷境内交汇。上法兰西大区下属的索姆省城际客运701线和719线经停艾赖讷，可通往亚眠、梅尔斯莱班、阿布维尔等地。
2021年，76.3%的艾赖讷家庭拥有至少一辆私人汽车。2021年，艾赖讷境内共发生各类交通事故1起，造成1人重伤。
| 13 | 19 |

| 亚眠 | 28 |

| 阿布维尔 | 19 |

| 皮卡第地区普瓦 | 23 |

### 铁路

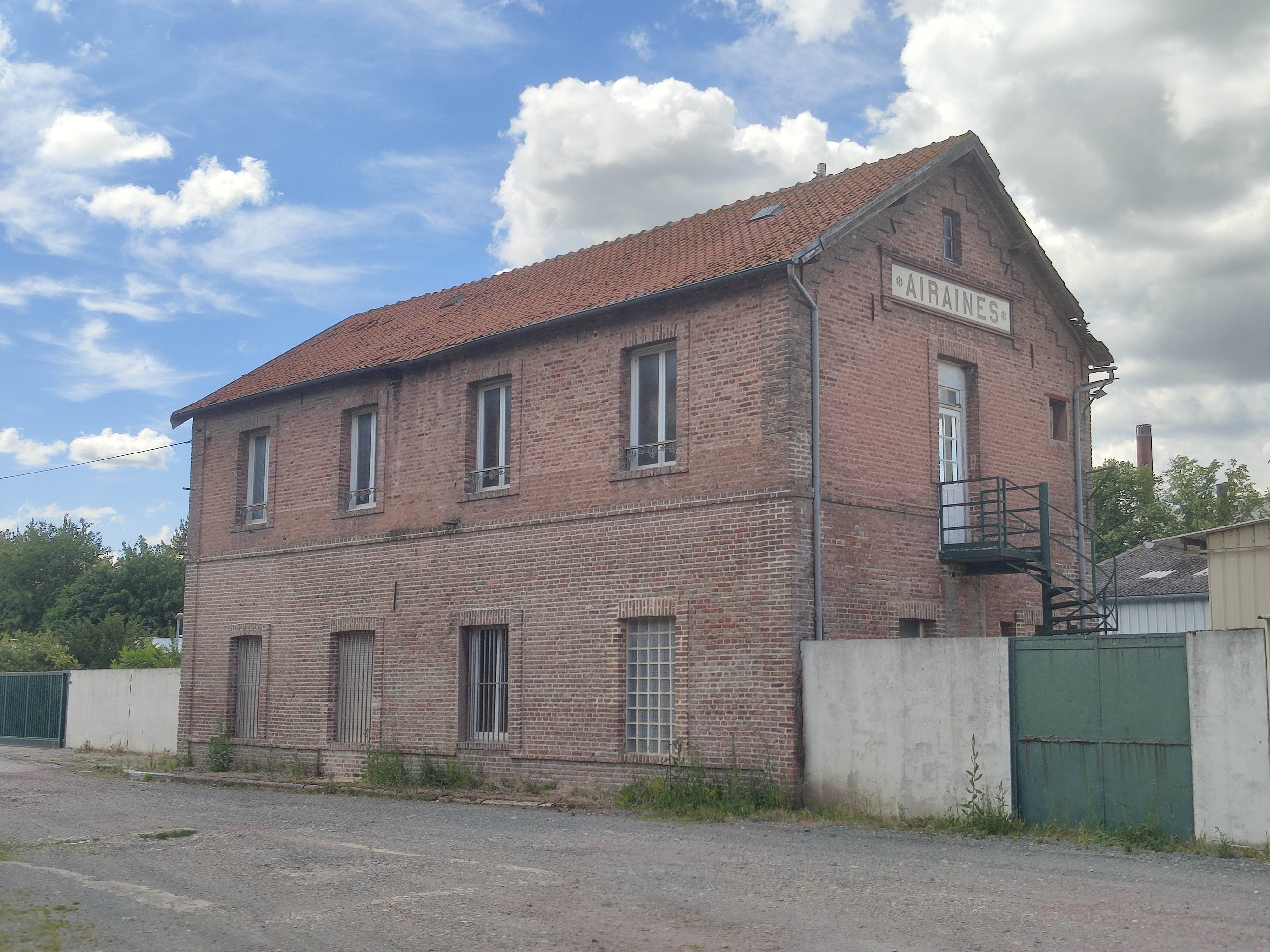
艾赖讷火车站主站房旧址

途径艾赖讷的卡纳普勒—隆格鲁瓦-加马什铁路已于1938年废弃。
距离艾赖讷最近的运营中的客运铁路车站为8公里外的隆普雷莱科尔桑站上，该站位于隆普雷莱科尔桑市区东部，停靠往返于亚眠和滨海布洛涅一线的区域列车。

### 航空
艾赖讷距离博韦-蒂耶机场的公路里程大约68公里。

### 城市公共交通
截至2025年6月，艾赖讷暂无城市公共交通系统。

## 政治

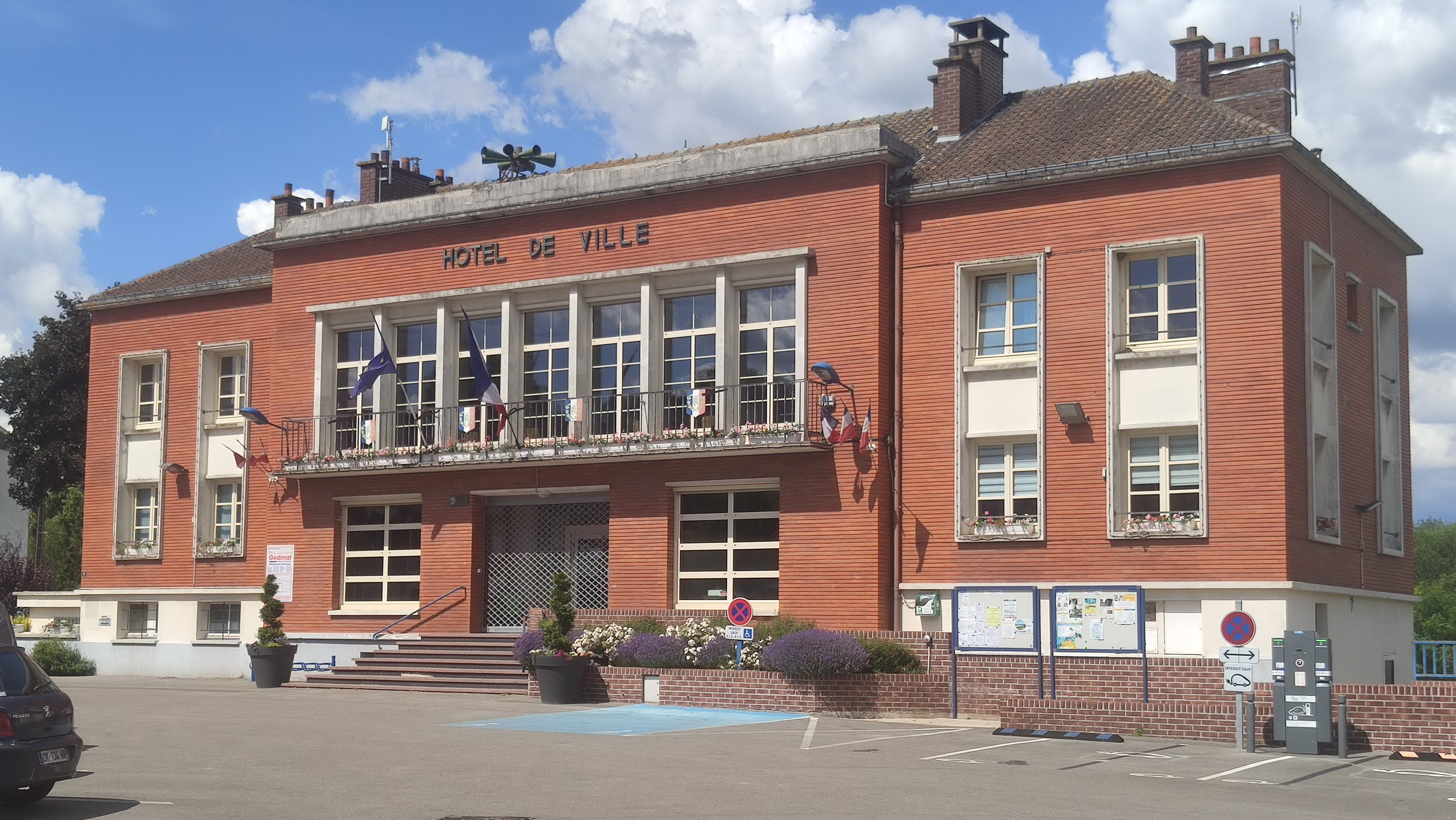
艾赖讷市政厅

艾赖讷的现任市长为阿尔贝·诺布莱斯先生（Albert NOBLESSE），他是共和党的一名成员，在2020年的市政选举中获得了54.48%的支持率。
在2022年的法国总统大选的第二轮选举中，法国极右翼政党国民阵线主席玛丽娜·勒庞在艾赖讷获得了61.57%的支持率。

## 人口
2022年，艾赖讷市镇人口数量为2,227，在法国排名第4,945位。其中男性1,119人，女性1,160人，75岁及以上人口占9.6%，外籍人口数量为8人，人口密度为90人/平方公里，当地居民被称为（男性）或（女性）。2015至2021年间，艾赖讷的人口增长率为–0.6%。2022年，艾赖讷境内出生21人，死亡人口50人。
| 艾赖讷1901年－2022年人口变化情况 |
|                                  |
| 数据来源：Cassini、INSEE         |

## 经济
艾赖讷是一个区域性的中心城市。INSEE于2020年艾赖讷将划入阿布维尔就业区（Zone d'emploi d'Abbeville），并又于2022年将其划入艾赖讷生活区（Bassin de vie d'Airaines）。截至2023年底，艾赖讷市镇范围内共有活跃企业73家，其中17.8%的员工总数在9人及以下；按照产业分类，当地一、二、三产业占比分别为13.7%、16.4%和69.9%；（农产品加工）、（农产品销售）及（生物工程）是当地2022年已公布营业额最高的三个企业，分别为6,225,994欧元、5,319,921欧元和2,689,223欧元。

## 财政与居民收入
2023年，艾赖讷的财政收入总额为1,676,660欧元，财政支出总额为1,383,380欧元，当年的债务总额为1,624,710欧元。2023年，艾赖讷市镇通过增值税获得147,870欧元的收入，此外当地还共获得了1,500欧元的国家直接财政补助。
| 艾赖讷居民收入情况                               | 艾赖讷居民收入情况  | 艾赖讷居民收入情况  | 艾赖讷居民收入情况  |
| 内容                                             | 艾赖讷              | 索姆省              | 法國                |
| ------------------------------------------------ | ------------------- | ------------------- | ------------------- |
| 居民平均时薪                                     | 13.3欧元（2022年）  | 14.7欧元（2022年）  | 17欧元（2022年）    |
| 高级职员人均时薪                                 | 23.2欧元（2022年）  | 24.9欧元（2022年）  | 29.1欧元（2022年）  |
| 中级职员人均时薪                                 | 15.1欧元（2022年）  | 16欧元（2022年）    | 16.6欧元（2022年）  |
| 普通职员人均时薪                                 | 11.1欧元（2022年）  | 11.6欧元（2022年）  | 12.1欧元（2022年）  |
| 工人人均时薪                                     | 12.3欧元（2022年）  | 12.6欧元（2022年）  | 12.5欧元（2022年）  |
| 贫困率                                           | 22%（2021年）       | 16.4%（2021年）     | 14.5%（2021年）     |
| 青壮年（15至64岁）失业率                         | 16.0%（2021年）     | 14.2%（2021年）     | 10.4%（2021年）     |
| 家庭总数                                         | 936（2022年）       | 305（2022年）       | 1,160（2022年）     |
| 征税家庭数量占比                                 | 29.9%（2023年）     | 47.9%（2022年）     | 44.8%（2022年）     |
| 家庭年均纳税                                     | 2,192欧元（2023年） | 2,750欧元（2022年） | 4,481欧元（2022年） |
| 资料来源：INSEE、L'Internaute、Le Journal du Net |                     |                     |                     |

## 社会事务

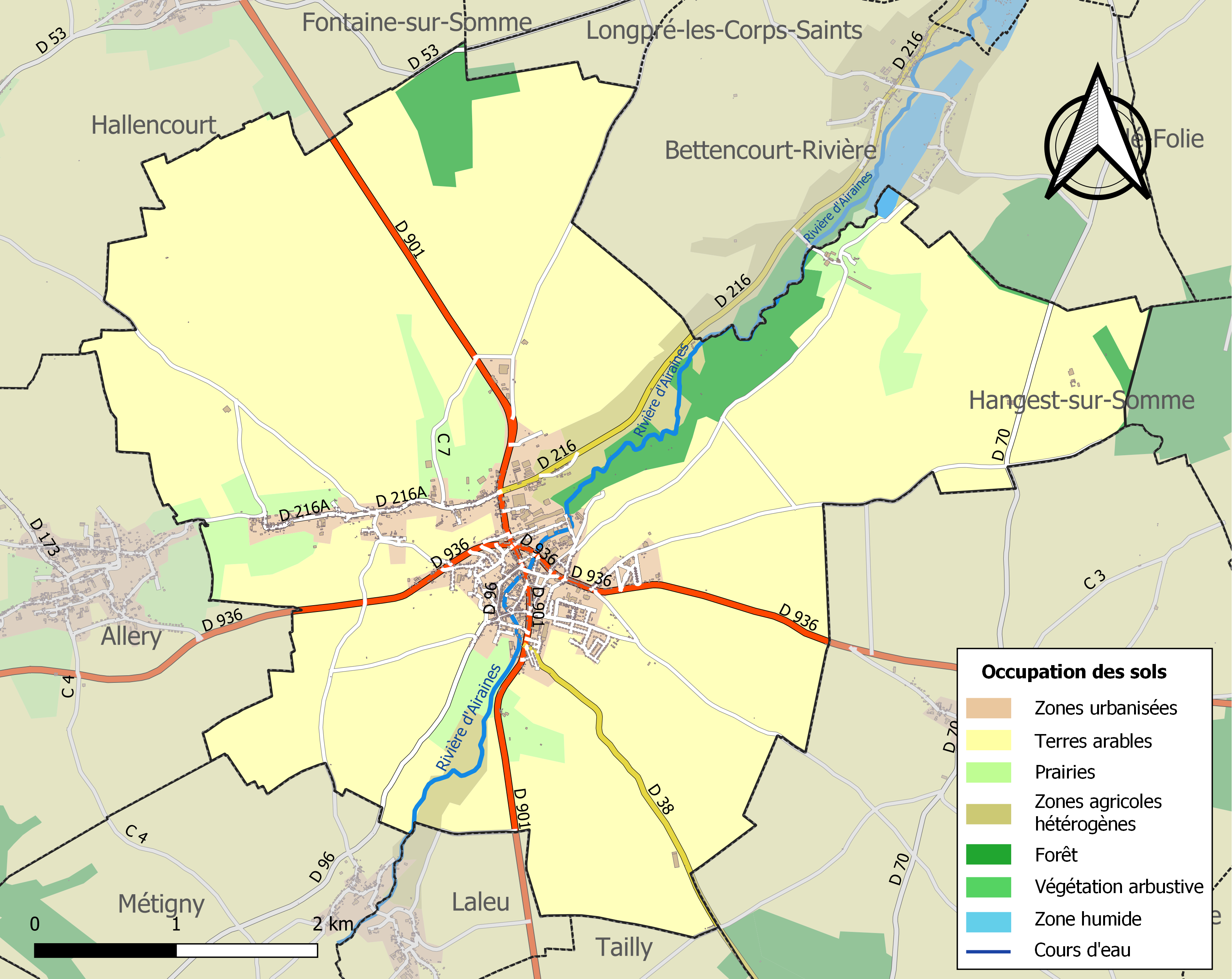
艾赖讷土地利用情况地图

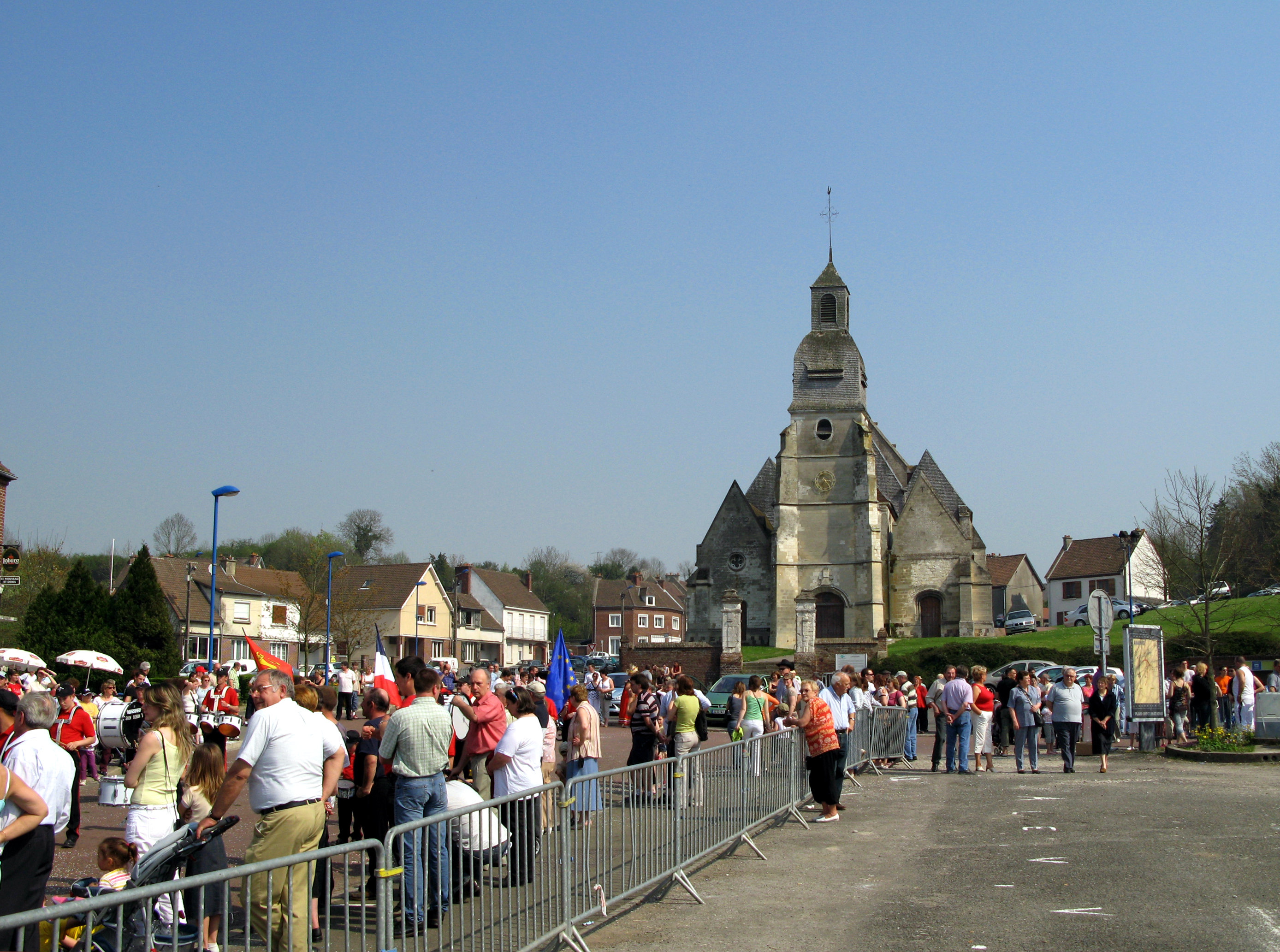
塞穆尔指挥官广场

### 教育
艾赖讷属于亚眠学区。截至2023年1月1日，艾赖讷境内共有1所幼儿园、1所小学和1所初级中学。2022至2023学年度，艾赖讷境内共有在校中等教育阶段学生362名。

### 医疗
截至2023年1月1日，艾赖讷境内共有全科医生2名、保健师3名、牙医2名、护士4名、助产士1名、药房1家、养老院1家。
距离艾赖讷最近的区域性医疗机构为阿布维尔中心医院（Centre Hospitalier d'Abbeville），其主病区医院位于阿布维尔市区南侧，距离艾赖讷市区的正常车程大约21分钟，该院设有床位405个。

### 住房
2021年，艾赖讷境内共有各类住房1,078套，其中86.2%为独立式住宅，13.4%为集中式住宅。常住房屋占艾赖讷市镇范围内居民建筑总量的88.7%。2023年，艾赖讷的居住税率为16.41%，不动产税率为37.37%（其中空置土地的不动产税率为28.70%）。
在住房保障政策方面，2023年，艾赖讷境内共有470户家庭获得了家庭津贴补助，受益人数占总人口数量的21.1%，其中240份为房租补助。

### 商业
2021年，艾赖讷境内共有各类实体商铺57家，其中餐厅6家、大型超市3家、杂货店1家、面包房2家、肉铺2家、书店1家、银行门店1家、美容美发店6家、汽车维修店5家。艾赖讷镇中心北侧建有家乐福和Aldi超市。

### 体育
2023年，艾赖讷境内共有1间体育馆、1座综合体育场、1处网球场以及2处足球或橄榄球场。
截至2025年6月，艾赖讷境内暂无任何注册足球俱乐部。

### 环境
艾赖讷的环境事务由其所属的西南索姆市镇公共社区联合各级政府协调负责。2021年，艾赖讷境内共有1家污染企业。

### 治安
2021年，艾赖讷市镇范围内共有1处宪兵队。
2024年，艾赖讷市镇范围内累计记录各类案件61起，其中盗窃类案件6起，人身侵犯类案件27起，毒品交易类案件3起。

## 文化

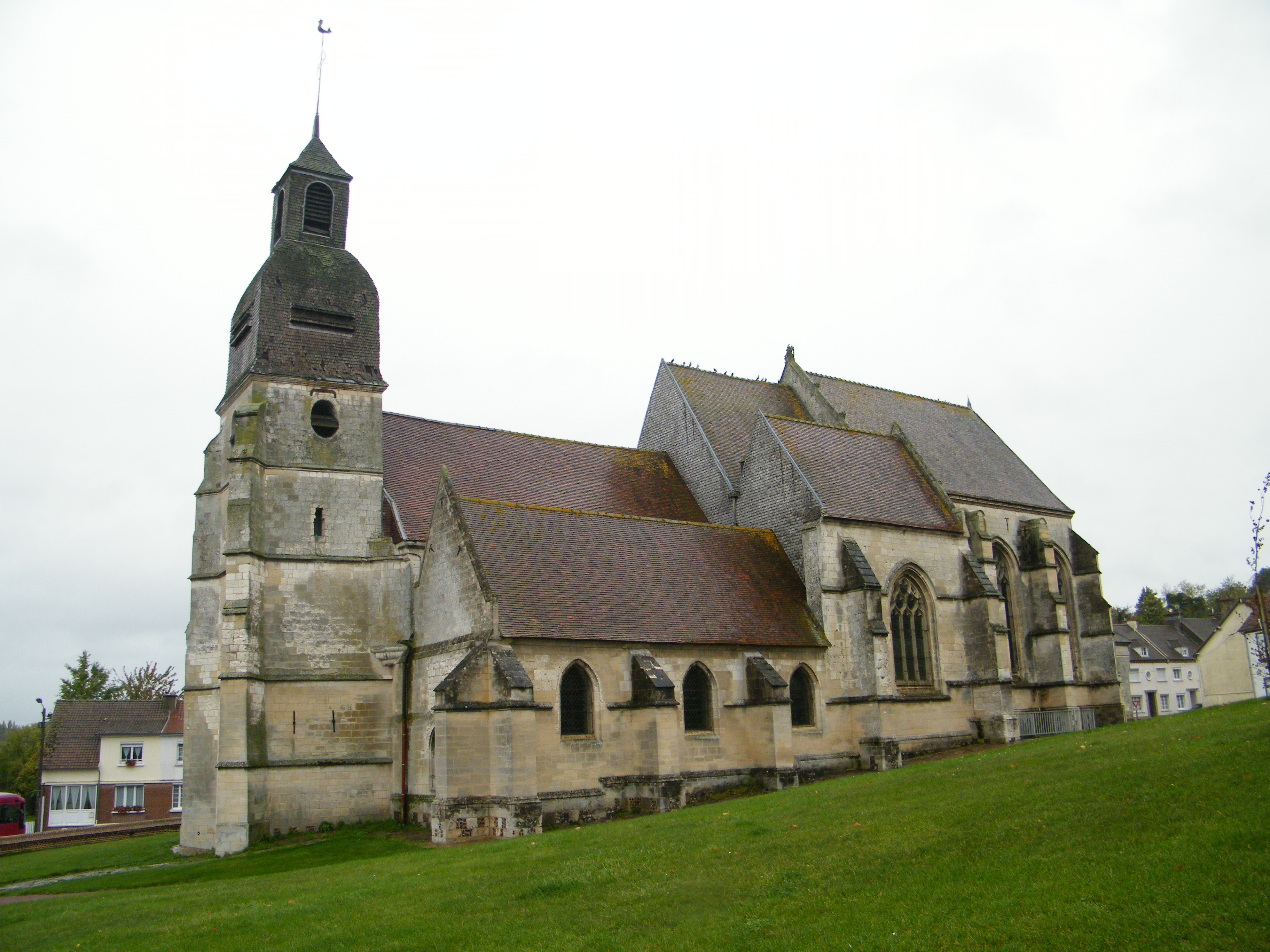
圣德尼教堂

2021年，艾赖讷境内暂无任何文化设施。艾赖讷境内建有市镇多媒体中心（Médiathèque Communautaire d‘Airaines），每周二至六向公众开放。

### 建筑
截至2025年6月，艾赖讷境内共有3处建筑被列入法国国家文物保护单位，为艾赖讷祷告院、圣德尼教堂和吕讷公爵城堡旧址（Ancien château des ducs de Luynes）。

### 旅游
艾赖讷的旅游事务由其所属的西南索姆市镇公共社区联合各级政府协调负责。2024年，艾赖讷境内暂无任何常规游客接待设施。

### 媒体
法国主要的媒体均可在艾赖讷接收，法国电视三台下属的上法兰西大区频道在部分时段播出艾赖讷所在索姆省的地方新闻。《皮卡第邮报》、《法基尔报》、Ici皮卡第等为当地主要的地方性媒体。

## 友好城市
截至2025年6月，艾赖讷共与两座城市建立了友好城市关系：
- 德国 克里夫特尔
- 波蘭 上皮瓦瓦